# Ludwig Max Goldberger

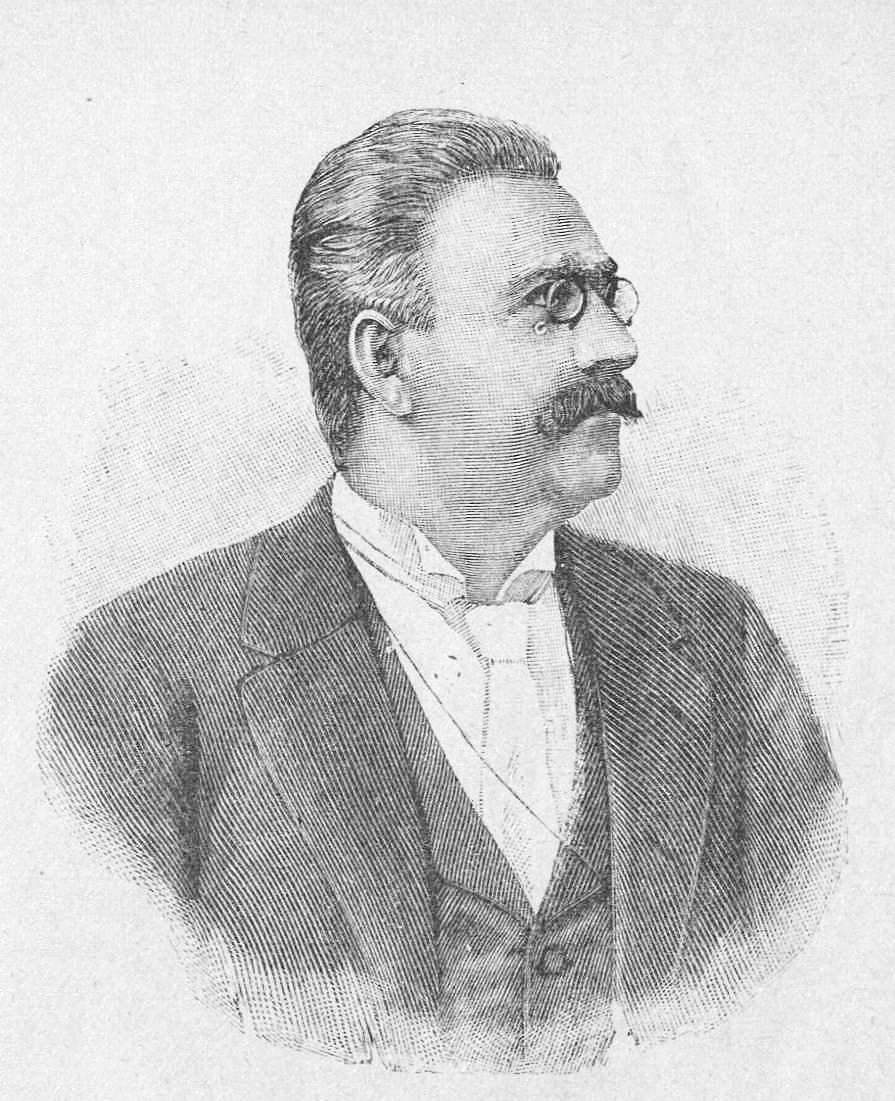
Ludwig Max Goldberger 1896

Ludwig Max Goldberger (geb. 17. Mai 1848 in Tarnowitz, Oberschlesien; gest. 22. Oktober 1913 in Berlin) war ein deutscher Bankier und als Wirtschaftspolitiker einer der ersten Lobbyisten im Deutschen Kaiserreich.

## Leben
Ludwig Max Goldberger wurde in Tarnowitz als Sohn des Fabrikanten und Bankiers Joseph Tobias Goldberger geboren. Er besuchte in Berlin das Französische Gymnasium und absolvierte eine kaufmännische Lehre in Wien. Anschließend trat er in das väterliche Bankhaus J. T. Goldberger ein, das er in großen Zügen umgestaltete. Mit Eugen Gutmann wandelte er 1872 das Bankhaus Kaskel in die Dresdner Bank um. In Rumänien arbeitete er mit Gerson von Bleichröder und Adolph von Hansemann auf dem Gebiet des Eisenbahnwesens. Auch in der Schweiz und in Italien führte er Eisenbahnprojekte durch. 1877 heiratete er in Berlin Clara geb. Simon, Schwester des Industriellen Eduard Georg Simon. 
1891 verkaufte er seine Anteile an der Bank und wurde Präsident des Vereins Berliner Kaufleute und Industrieller. In dieser Funktion, die er bis 1901 ausübte, war er am Zustandekommen der Berliner Gewerbeausstellung 1896 und der Handelskammer Berlin wesentlich beteiligt. Als Mitglied des Wirtschaftsausschusses zur Vorbereitung und Begutachtung handelspolitischer Maßnahmen reiste Goldberger 1901 in die Vereinigten Staaten, wo er hauptsächlich das Trustwesen studierte. Seine Eindrücke schrieb er in einem Buch nieder, dessen Titel Das Land der unbegrenzten Möglichkeiten als Bezeichnung für die USA sprichwörtlich geworden ist. In der deutschen Wirtschaft zur Zeit des Wilhelminismus nahm Goldberger führende Positionen ein. Er war ein enger Vertrauter des Reichskanzlers Leo von Caprivi und stand in hoher Gunst bei Kaiser Wilhelm II. Er gehörte dem Direktorium des Hansabundes an, war stellvertretender Vorsitzender der Zentralstelle zur Vorbereitung von Handelsverträgen sowie Mitglied des Ausschusses des Zentralverbandes Deutscher Industrieller und des Mitteleuropäischen Wirtschaftsvereins. In Unterredungen auf Staatsebene verstand er es, den Einfluss der Korporationen rückgängig zu machen, die seit der Gründerkrise um 1873 an Bedeutung verloren hatten. Für seine Verdienste um die deutsche Wirtschaft erhielt er den Ehrentitel eines Geheimen Kommerzienrates. Zudem gehörte Goldberger der Gesellschaft der Freunde an, einem Hilfsverein des Berliner Judentums, und war Erster Vorsitzender des deutschen Zweigs der Alliance Israélite Universelle, die im Deutschen Kaiserreich als „Deutsche Conferenz-Gemeinschaft“ firmierte.

## Publikationen
- Das Land der unbegrenzten Möglichkeiten. Beobachtungen über das Wirtschaftsleben der Vereinigten Staaten von Amerika. Erstausgabe 1903.